# Жовтець вовнистий
Жовтець вовнистий, жовтець шерстистий (Ranunculus lanuginosus) — вид рослин з родини жовтецевих (Ranunculaceae), поширений у Європі від Франції до України.

## Опис

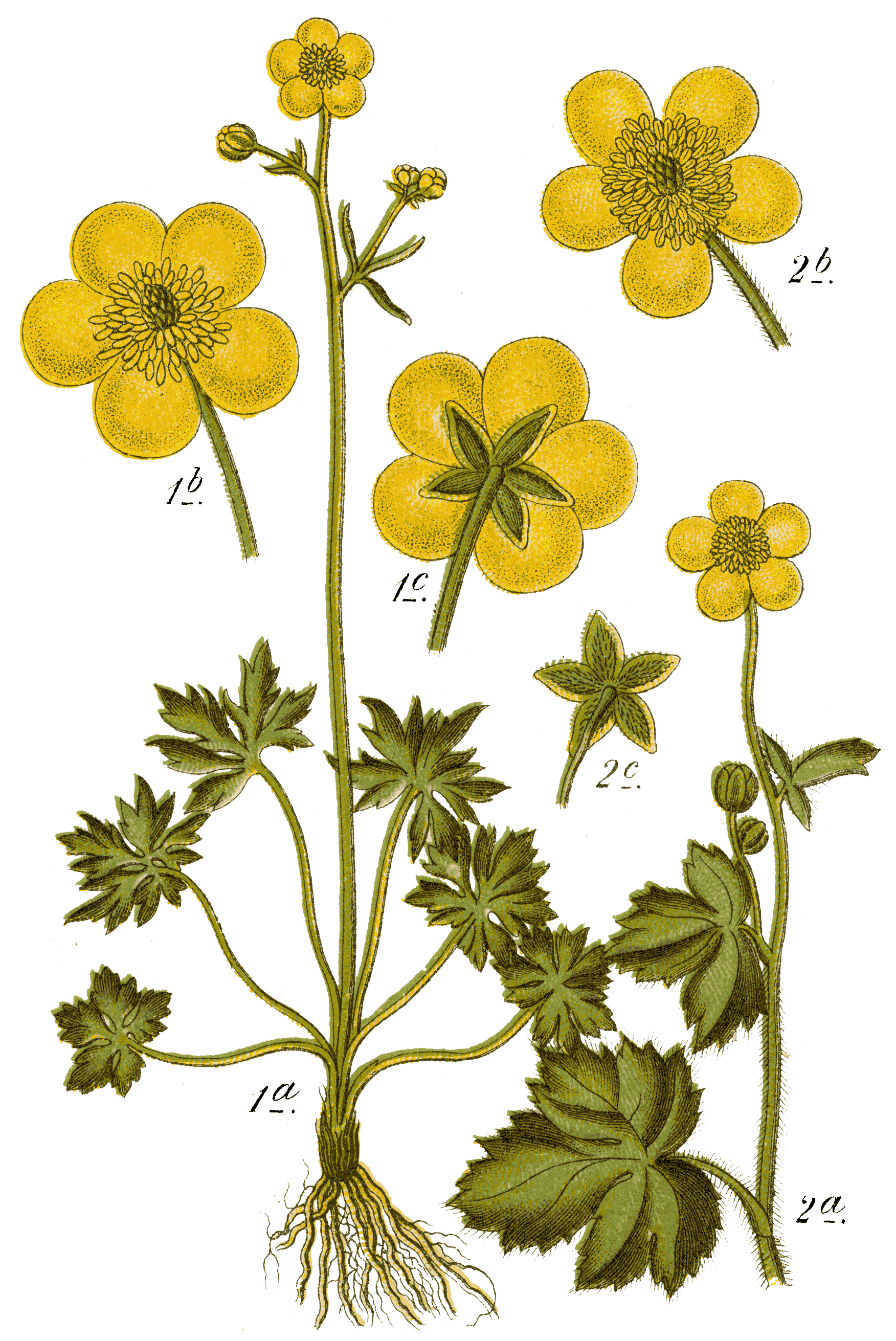
ілюстрація

Багаторічна рослина 30–80 см заввишки. Рослина густо відстовбурчено волосиста. Прикореневі листки 3-розсічені, з широколанцетними, зубчастими частками. Квітки жовті, 1.5–2.5 см в діаметрі. Плід з довгим носиком.

## Поширення
Поширений у Європі від Франції до України; натуралізований у Швеції, інтродукований до Фінляндії та Норвегії
В Україні вид зростає в лісах і чагарниках — у Карпатах, Поліссі та Лісостепу, зазвичай.